# Grönduvor
Grönduvor (Treron) är ett stort släkte med fåglar i familjen duvor inom ordningen duvfåglar som enbart förekommer i både i Afrika söder om Sahara och Asien från Indien till Japan i norr och Timor i sydost.
Släktet grönduvor omfattar 29 arter:
- Mindre grönduva (T. olax)
- Rosahalsad grönduva (T. vernans)
- Vinröd grönduva (T. fulvicollis)
- Orangebröstad grönduva (T. bicinctus)
- Ceylongrönduva (T. pompadora)
- Malabargrönduva (T. affinis)
- Andamangrönduva (T. chloropterus)
- Gråhuvad grönduva (T. phayrei)
- Filippingrönduva (T. axillaris)
- Burugrönduva (T. aromaticus)
- Tjocknäbbad grönduva (T. curvirostra)
- Gråkindad grönduva (T. griseicauda)
- Sumbagrönduva (T. teysmannii)
- Floresgrönduva (T. floris)
- Timorgrönduva (T. psittaceus)
- Större grönduva (T. capellei)
- Gulfotad grönduva (T. phoenicopterus)
- Gulbukig grönduva (T. waalia)
- Komorgrönduva (T. griveaudi)
- Madagaskargrönduva (T. australis)
- Pembagrönduva (T. pembaensis)
- Sãotomégrönduva (T. sanctithomae)
- Gulgumpad grönduva (T. seimundi)
- Spetsstjärtad grönduva (T. apicauda)
- Afrikansk grönduva (T. calvus)
- Sumatragrönduva (T. oxyurus)
- Kilstjärtad grönduva (T. sphenurus)
- Vitbukig grönduva (T. sieboldii)
- Visselgrönduva (T. formosae)